# Sveti Štefan, Šmarje pri Jelšah
Sveti Štefan este o localitate din comuna Šmarje pri Jelšah, Slovenia, cu o populație de 126 de locuitori.